# Jan van Steffeswert
Jan van Steffe(n)swert (ca. 1460 - na 1538) was een laatgotisch, Maaslands beeldsnijder, die een groot deel van zijn leven in Maastricht werkzaam was. Tot dusver zijn vijftien gesigneerde werken van hem bekend. Zo'n honderd kunstwerken zijn aan het atelier van Van Steffeswert toe te schrijven. Zijn invloed strekte zich uit over de gehele Maaslandse regio, inclusief het prinsbisdom Luik.

## Leven

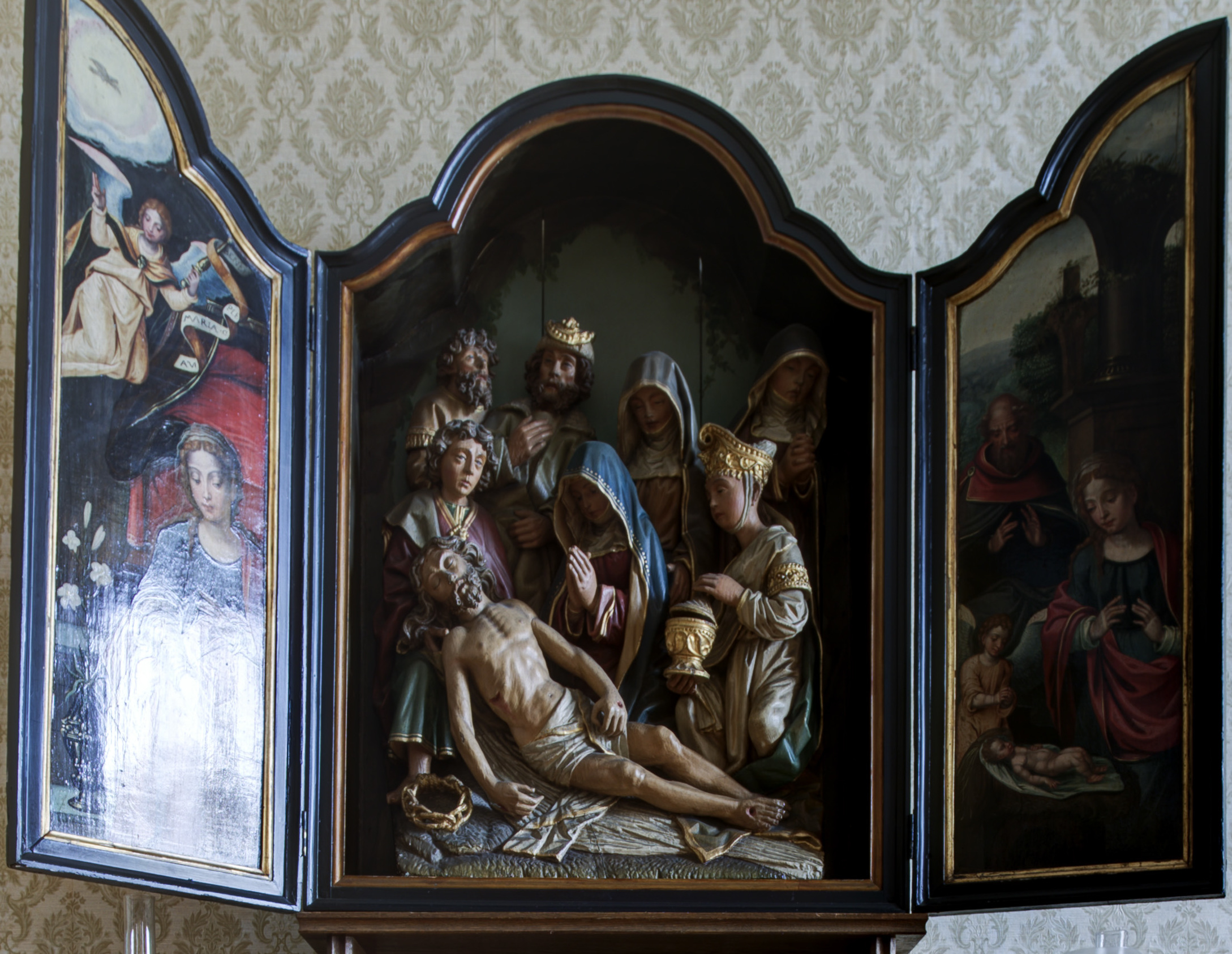
Bewening van Christus, onderdeel van een drieluik in de abdij van Rolduc, een van de weinige retabels uit het atelier van Van Steffeswert

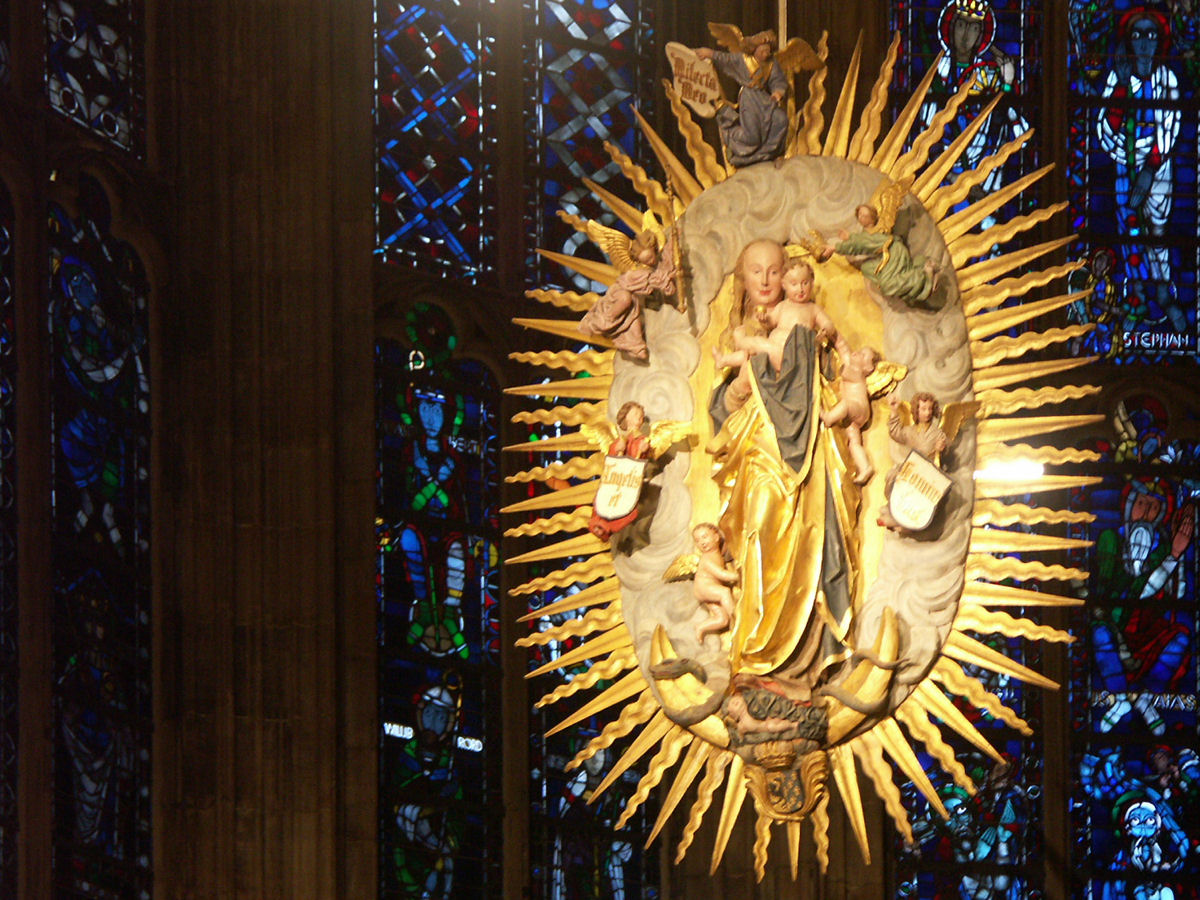
Marianum (1524) in het koor van de Dom van Aken, een van zijn laatste gesigneerde en gedateerde werken

De namen van veel beeldsnijders uit de 15e en 16e eeuw zijn onbekend gebleven, maar Jan van Steffeswert is hierop een uitzondering. Tegen het gebruik in voorzag hij een deel van zijn werk van een meesterteken en signatuur, waarmee hij uit de anonimiteit van de middeleeuwse ambachtsman trad en waarmee hij zich manifesteerde als individuele kunstenaar. Op het Marianum in de Dom van Aken is bijvoorbeeld de signatuur 'IAN Bieldesnider 1524' aangebracht; een knielende Maria Magdalena uit dezelfde periode, thans in het Bonnefantenmuseum te Maastricht, signeerde hij kortweg met 'IAN'. In de Maastrichtse raadsverdragen en in het vrijwel compleet bewaarde Kruisherenarchief, beide in het Regionaal Historisch Centrum Limburg, wordt hij een enkele maal aangeduid als 'Jan van Stevensweirde, bieldesnijder', maar veel vaker als 'Jan Bi(e)ldesnider'.
De naam Van Steffeswert doet een connectie met de plaats Stevensweert vermoeden, maar of hij hier geboren is, blijft vooralsnog onduidelijk. Hij was in elk geval vanaf 1499 woonachtig in Maastricht, en vermoedelijk vanaf 1507 werkzaam in de Mariastraat, nabij de toenmalige houtmarkt. Uit de archieven blijkt dat hij tevens in hout handelde. Waarschijnlijk leidde hij in zijn atelier meerdere leerlingen op, want in 1503 en 1525 eiste hij schadevergoeding in verband met het voortijdig vertrek van leerlingen. Ook werkte hij samen met polychromeurs, bijvoorbeeld in 1509 met Bernard der Melre en in 1512 met Meester Jacobus, pictor. In 1525 wordt Jan voor het laatst genoemd in de Maastrichtse archieven. In 1533 wordt ene 'Jan van Sint Stevensweert' genoemd in het archief van de schepenbank van Vliermaalroot, maar dit kan een andere persoon betreffen. Volgens Van Steffeswert-kenner Peter te Poel overleed hij in 1539 of later.
Van Steffeswert had minimaal twee kinderen, in elk geval een zoon en een dochter en waarschijnlijk ook een buitenechtelijk kind. Over zijn dochter is slechts bekend dat zij handschoenen en tassen maakte. Waarschijnlijk woonde ze nog thuis in de Mariastraat, toen ene Boetsen van Rinck in 1508 een rechtszaak tegen haar begon vanwege oneerlijke concurrentie, waarbij haar vader garant voor haar stond. De zoon van Jan van Steffeswert heette Aert en was getrouwd met Greetchen Bieldesnider. Beiden waren aanhangers van het Lutheranisme, dat in die tijd sterke verbreiding vond in Maastricht. Ook Jan zou in zijn huis bekende Lutheranen hebben ontvangen. In september 1534 werd Greetchen, samen met de predikant Hendrik Rol, veroordeeld wegens ketterij en op het Vrijthof verbrand. Het is niet duidelijk of Jan van Steffeswert toen nog in Maastricht woonde en of hij en zijn zoon eveneens voor het gerecht hadden moeten verschijnen.

## Werken
De werken van Jan van Steffeswert kenmerken zich door een sterke ruimtelijkheid. Door fraaie detaillering weet hij in zijn werk het herkenbare, alledaagse leven weer te geven. Met de inventarisatie van het werk van Van Steffeswert werd in 1947 door prof. J.J.M. Timmers begonnen, vanaf 1964 voortgezet door J. Rouwet. Vanaf 1989 heeft Peter te Poel, voormalig conservator van het Bonnefantenmuseum, de lijst aanzienlijk kunnen uitbreiden. Vooral de voorbereidingen van de overzichtstentoonstelling Op de drempel van een nieuwe tijd. De Maastrichtse beeldsnijder Jan van Steffeswert, die in 2000-2001 in het Bonnefantenmuseum plaatsvond, leidde tot grotere kennis over zijn oeuvre. Er zijn anno 2020 vijftien gesigneerde werken bekend (meestal gesigneerd als Ian, Ian van Weerd, Ian van Steffeswert, Ian Bieldesnider of varianten daarop). Daarnaast kan een honderdtal werken op grond van stijlkenmerken aan zijn atelier worden toegeschreven, waarvan een twintigtal met vrij grote zekerheid.

### Gesigneerde werken
- Tronende bisschop (Sint-Remigius?), notenhout met resten polychromie, hoogte: 86,1 cm, gesigneerd: "IAN", met meesterteken, ongedateerd: ca. 1515. Mogelijk afkomstig uit de Sint-Remigiuskerk, Klimmen. Collectie LGOG, verworven in 1916, Bonnefantenmuseum, Maastricht (inv.nr. 1000138).
- Anna te Drieën, notenhout, hoogte: 86,2 cm, gesigneerd: "IAN", met meesterteken, gedateerd: 151[1?] (laatste cijfer onleesbaar). Voorheen in de Onze-Lieve-Vrouw Onbevlekt Ontvangenkerk in Pey-Echt. In 2005 in bruikleen gegeven aan het Bisschoppelijk Museum, collectie Bonnefantenmuseum, Maastricht (inv.nr. 2000794).

- Knielende Maria Magdalena, notenhout, polychromie deels vernieuwd, hoogte: 28,5 cm, gesigneerd: IAN, met meesterteken, ongedateerd: ca. 1525. Collectie Bonnefantenmuseum, Maastricht, verworven in 2003 (inv.nr. 1005269).
- Staande vrouwelijke heilige met bloemenkrans in het haar, eikenhout, polychromie ontbreekt, hoogte: 84,3 cm, gesigneerd(?), gedateerd: 1501. Collectie Bisschoppelijk Museum, Bonnefantenmuseum, Maastricht, verworven in 1996 (inv.nr. 2000752).
- Staande rijk geklede dame met sieraden, buxushout, hoogte: 18,2 cm, gesigneerd: "IAN", gedateerd: 1510. In 2020 door het Bonnefantenmuseum aangekocht op de TEFAF (inv.nr. 1006504).[10][11]
- Sint-Crispinianus (of andere heilige), gesigneerd: "IAN", met meesterteken, ongedateerd. Kerk van Sint-Pieter beneden, Maastricht (zie ook niet-gesigneerde vrouwelijke heilige in dezelfde kerk).
- Reliekbuste van Sint-Amelberga, gesigneerd: "IAN VAN STEFFENSWERTH", ongedateerd. Schatkamer Sint-Amelbergabasiliek, Susteren (zie ook ongesigneerde reliekbustes in lijst hieronder).
- Sint-Jozef met kindje Jezus, gesigneerd: "IAN", ongedateerd. Sint-Nicolaaskerk, Heythuysen
- Altaarretabel met bekering van Sint-Hubertus, gesigneerd: "IAN", gedateerd: 1510. Voorheen in het romaanse Sint-Hubertuskerkje van Erpekom, dat in 1960 in zijn geheel - inclusief het retabel - werd overgebracht naar het openluchtmuseum van Bokrijk (bij Genk).
- Johannes in disco, gepolychromeerd, gesigneerd op de rand van de schotel: "IAN BIELDESNIDER VAN WEERD", met meesterteken, gedateerd: 1508. Collectie Grand Curtius, Luik.
- Sint-Odilia, eerder beschouwd als Maria Magdalena, gesigneerd: "IAN VAN WEERD", met meesterteken, gedateerd: 1506. Collectie Koninklijke Musea voor Kunst en Geschiedenis, Brussel.
- Marianum, gesigneerd: "IAN BIELDESNIDER", gedateerd: 1524. In het koor van de Dom van Aken.
- Anna te Drieën, gesigneerd: "IAN VAN STEFFESWERT", met meesterteken, gedateerd: 1513. Sint-Gertrudiskerk, Tüddern.
- Sint-Balbina, gesigneerd: "IAN", met meesterteken, gedateerd: 1526. Sint-Nicolaaskerk, Millen.
- Madonna met kind op maansikkel (van marianum?), gesigneerd: "IAN VAN WEERD", ongedateerd. Collectie Oscott College, Birmingham.

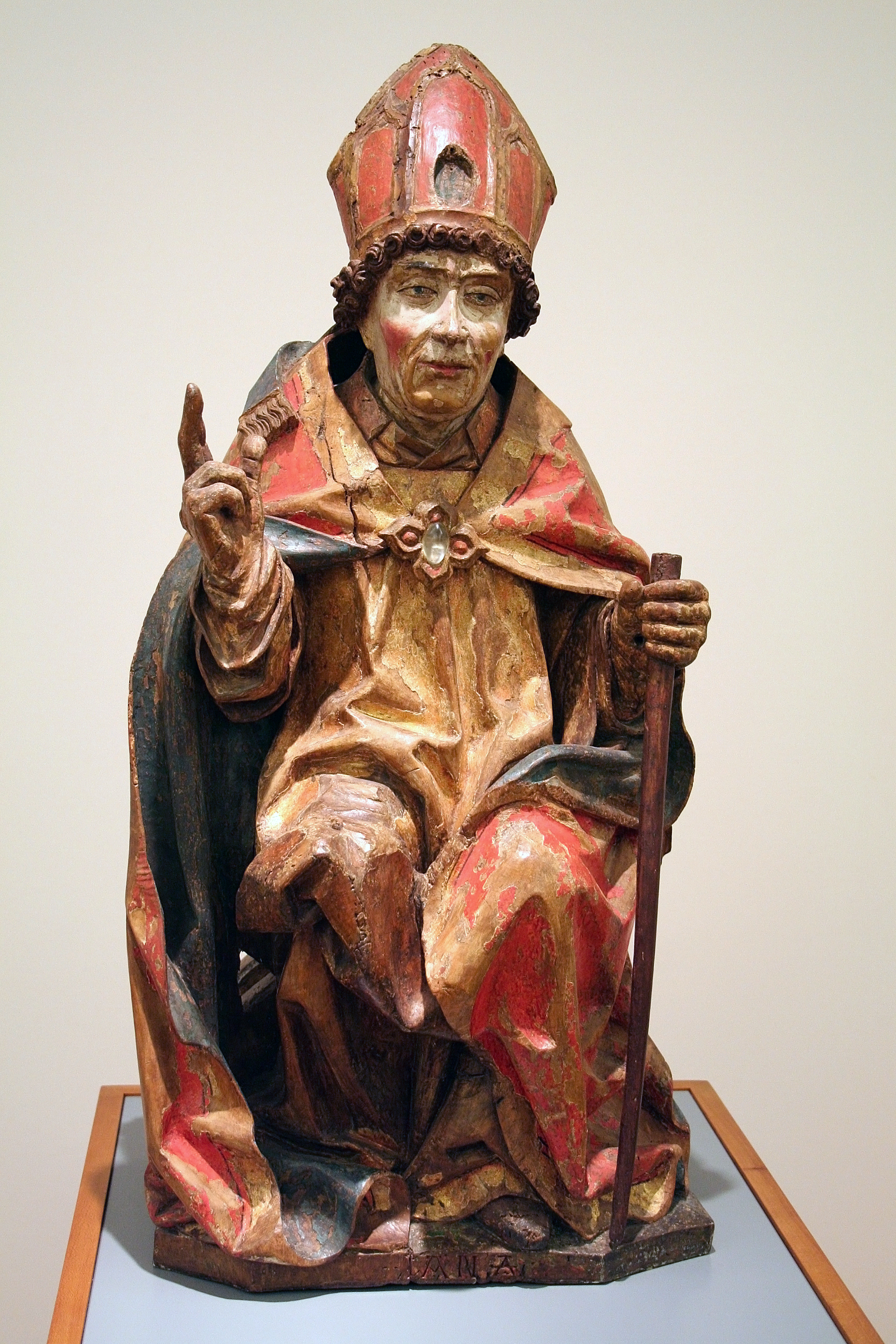
Zittende bisschop, Bonnefantenmuseum, Maastricht
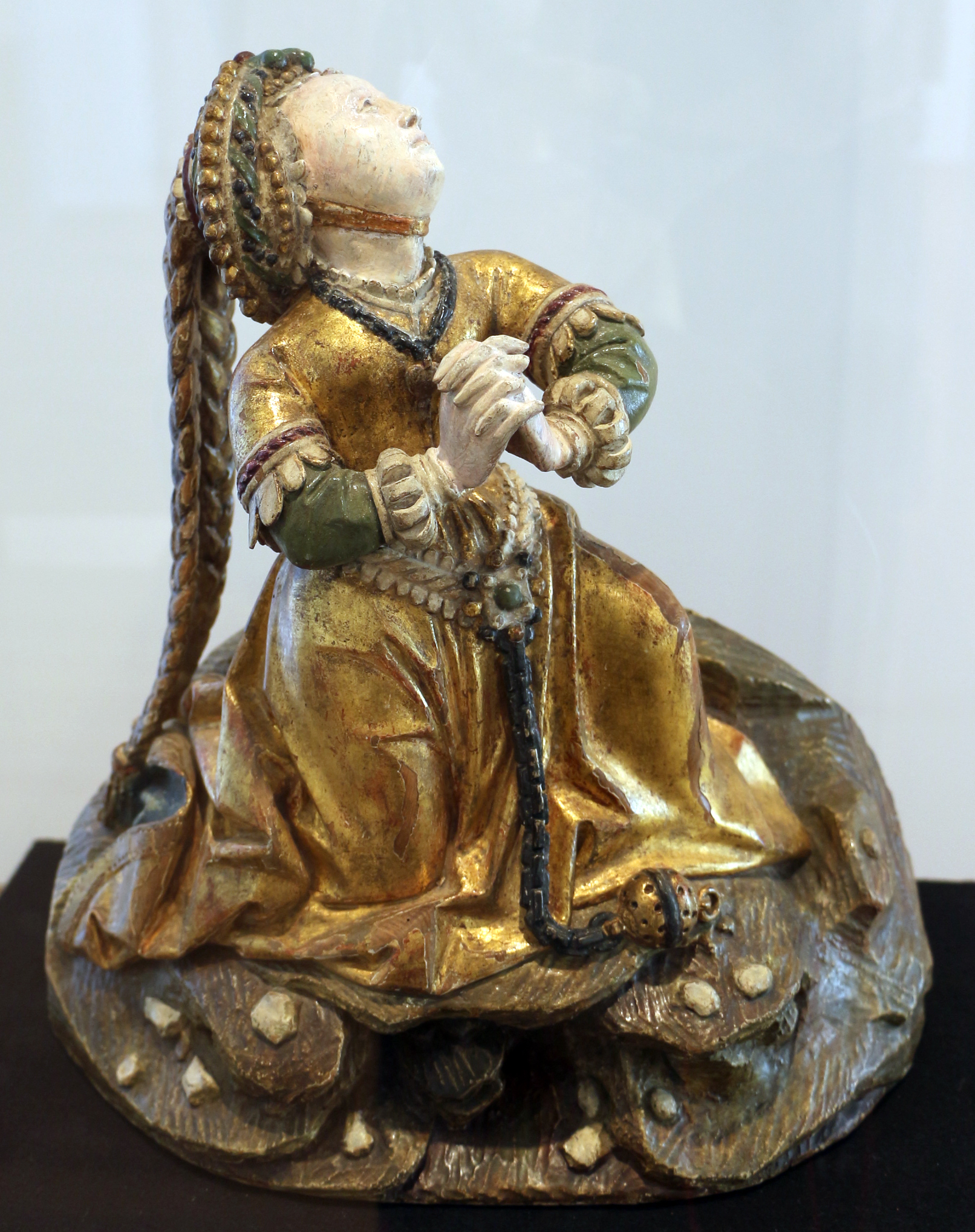
Knielende Maria Magdalena, Bonnefantenmuseum, Maastricht
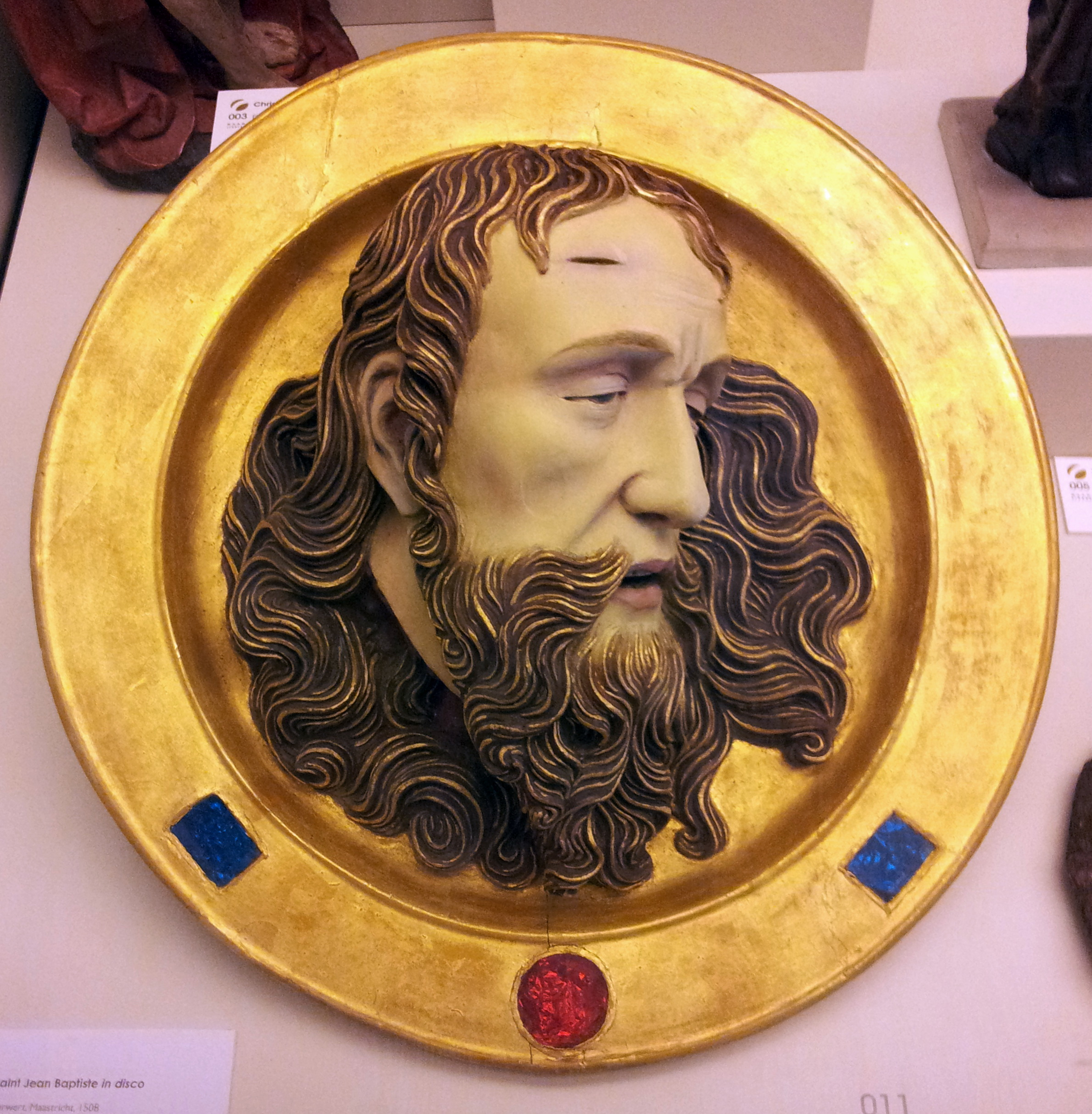
Johannes in disco, Museum Grand Curtius, Luik
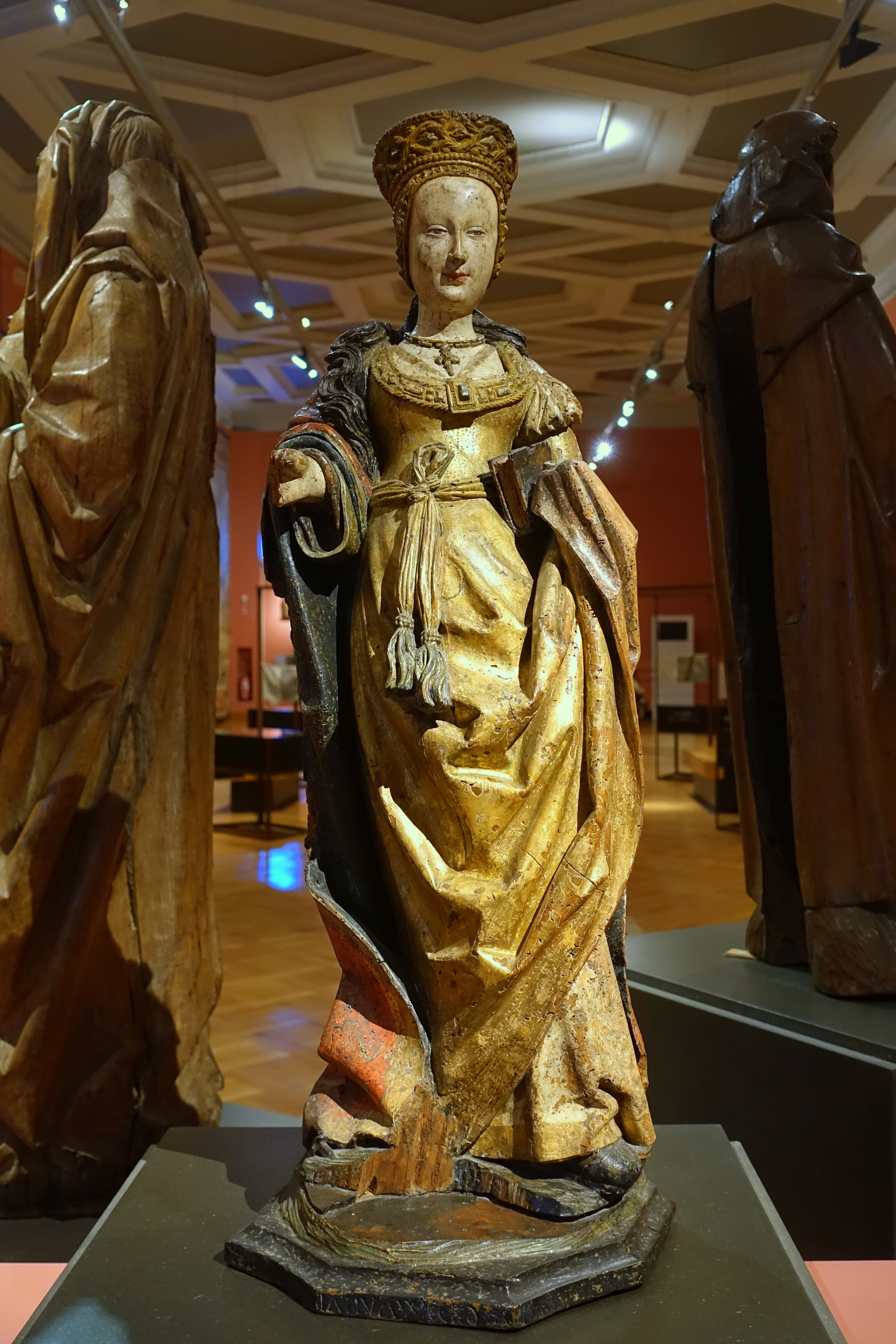
Sint-Odilia(?), Koninklijke Musea voor Kunst en Geschiedenis, Brussel

### Toeschrijvingen (selectie)
- Anna te Drieën (notenhout, 44,2 cm, gedateerd: 1500), Sint-Barbara (eikenhout, 103,5 cm), twee Corpussen (190 cm; 227 cm) en andere werken, Bonnefantenmuseum, Maastricht (zie ook gesigneerde beelden in lijst hierboven).
- Sint-Cecilia of andere vrouwelijke heilige, bruikleen Bonnefantenmuseum, voorheen in de kerk van Sint-Pieter beneden, Maastricht (zie ook gesigneerd beeld mannelijke heilige in lijst hierboven).
- Sint-Cecilia (of Maria Magdalena), ca. 1525, Sint-Matthiaskerk, Maastricht.
- Anna te Drieën, Onze-Lieve-Vrouwebasiliek, Maastricht.
- Sint-Christoffel, Onze-Lieve-Vrouwebasiliek, Maastricht.
- Madonna met kind (deel van marianum), Sint-Servaasbasiliek, Maastricht.
- Heilige bisschop, Sint-Martinuskerk, Gronsveld.
- Anna te Drieën, Sint-Martinuskerk, Maastricht-Itteren.
- Sint-Barbara, Basiliek van het H. Sacrament, Meerssen.
- Maria met kind, H.H. Nicolaas en Barbarakerk te Valkenburg.
- Sint-Barbara, Sint-Barbarakerk, Scheulder.
- Bewening van de gestorven Christus, Abdij Rolduc, Kerkrade.
- Maria met kind, Sint-Martinuskerk te Beek (L.).
- Sint-Barbara, Sint-Martinuskerk, Born.
- Sint-Barbara, Nieuwe Sint-Salviuskerk, Limbricht.
- Reliekbuste van Sint-Benedicta (dochter van koning Zwentibold), Sint-Amelbergabasiliek, Susteren (plus 1 gesigneerde en 1 andere niet-gesigneerde reliekbuste).
- Reliekbuste van Sint-Cecilia (dochter van koning Zwentibold), Sint-Amelbergabasiliek, Susteren (plus 2 andere reliekbustes).
- Heilige Maria Magdalena, Sint-Servatiuskerk, Nunhem.
- Christoffel, circa 1515, Sint-Laurentiuskerk (Bocholt).
- Catharina van Alexandrië (toeschrijving onzeker), British Museum, Londen.
- Vrouwelijke heilige (toeschrijving onzeker), Metropolitan Museum of Art, New York.
- Vrouwelijke heilige (toeschrijving onzeker), Khanenko-museum, Kiev.

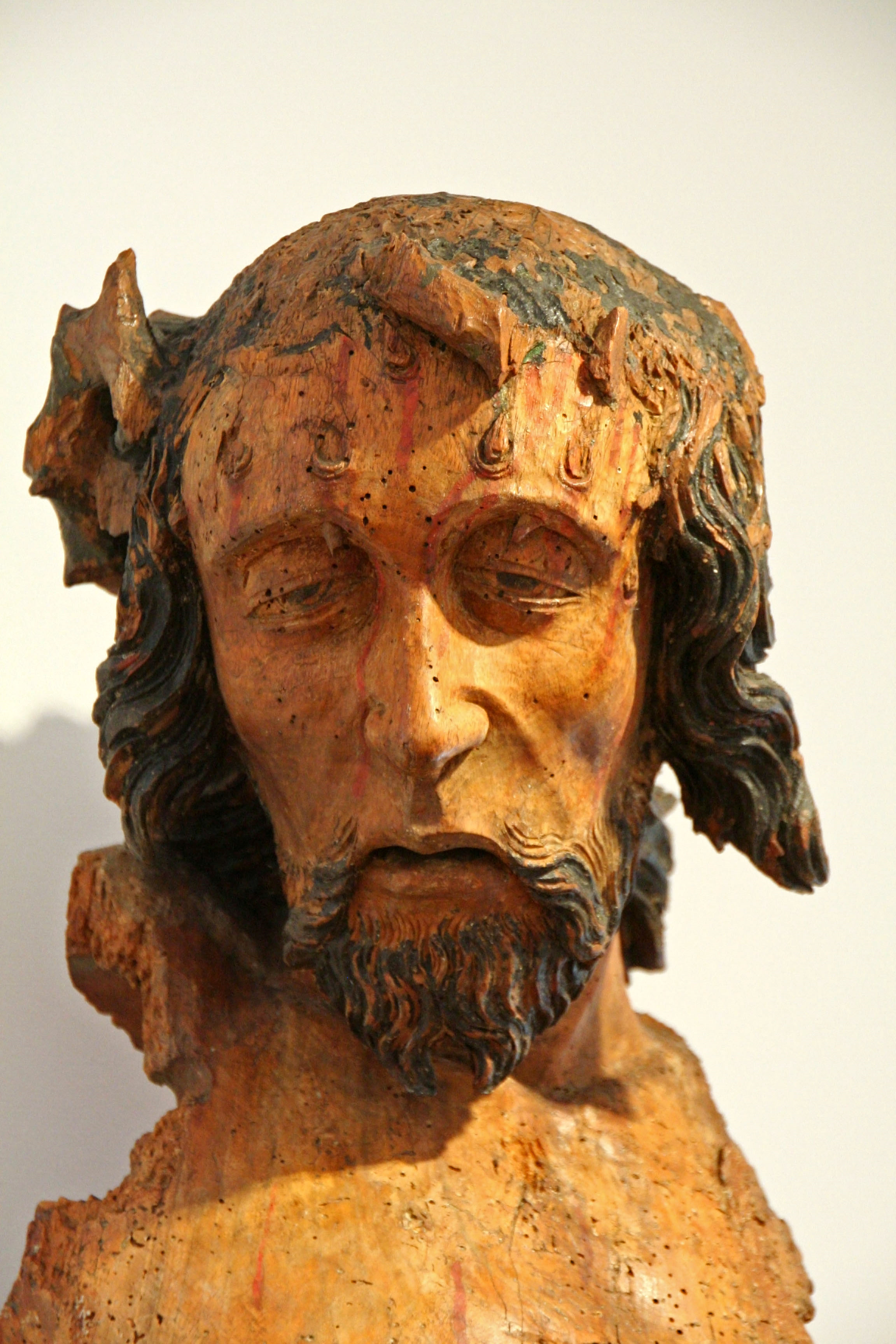
Detail corpus, Bonnefantenmuseum, Maastricht
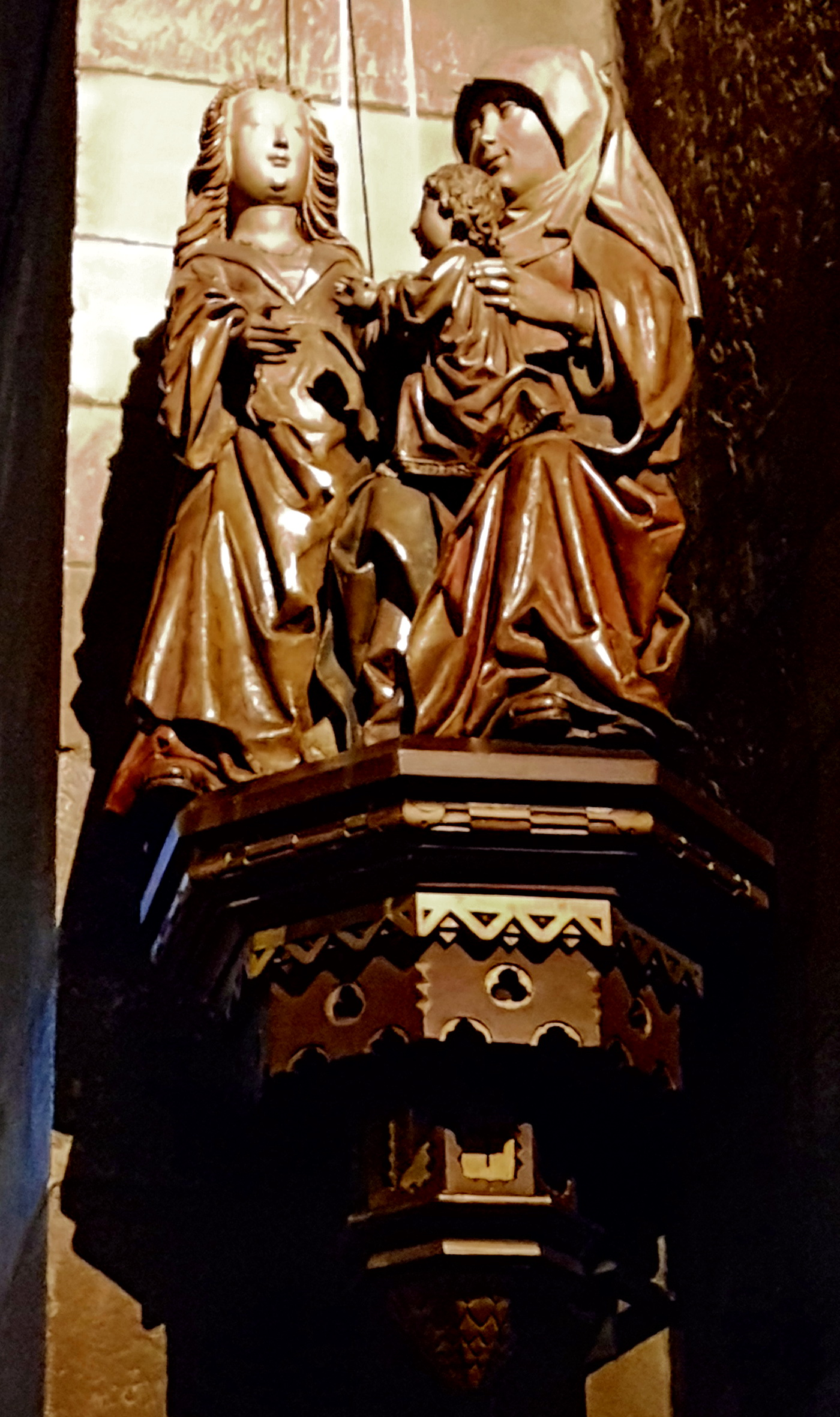
Anna te Drieën, Onze-Lieve-Vrouwebasiliek, Maastricht
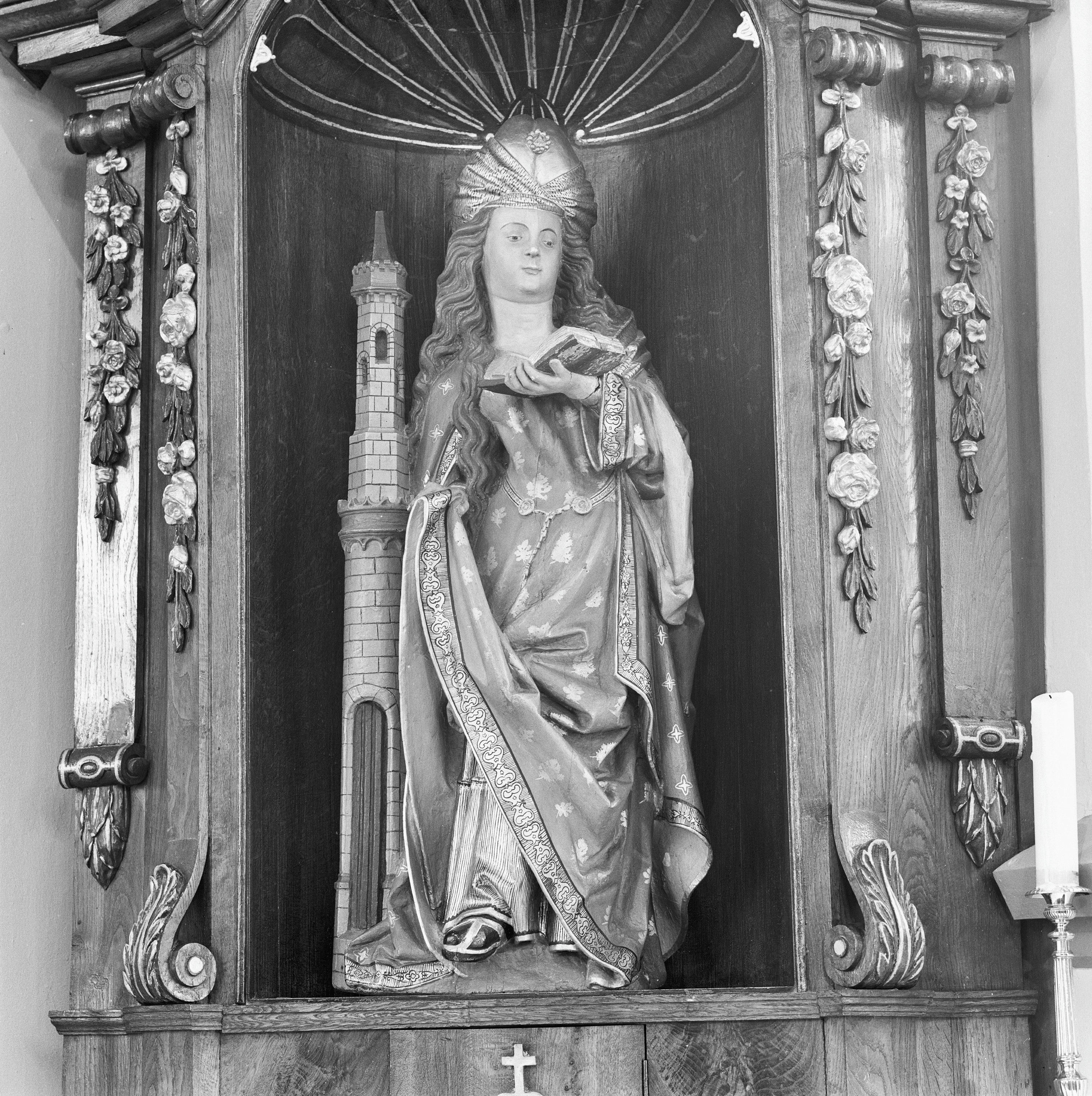
Sint-Barbara, parochiekerk Scheulder
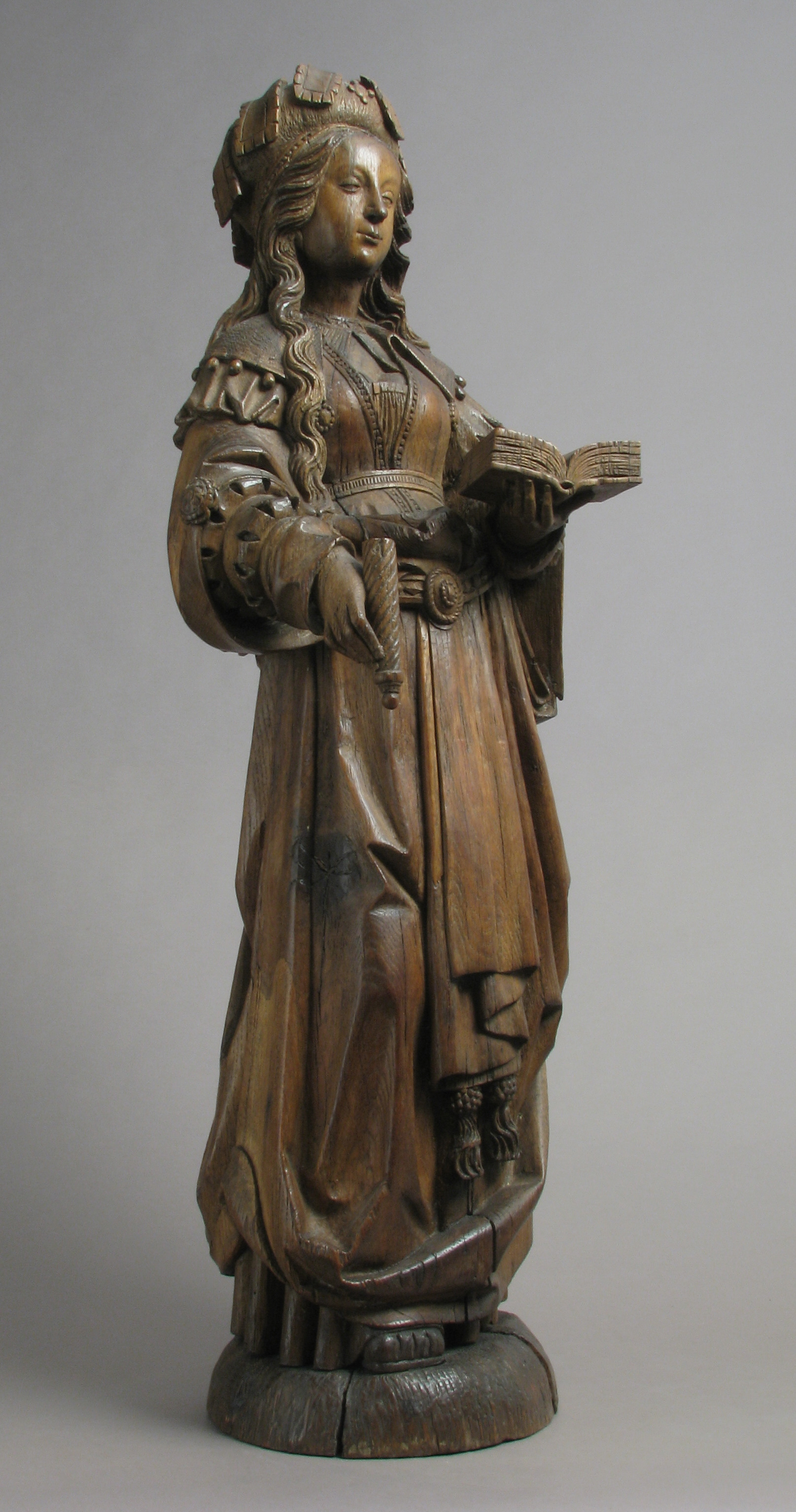
Vrouwelijke heilige, Metropolitan Museum of Art, New York

- Gemeinsame Normdatei: 122879414
- International Standard Name Identifier: 0000 0000 8274 2470
- Library of Congress Control Number: nr98033940
- RKD-Nederlands Instituut voor Kunstgeschiedenis: 203662
- Virtual International Authority File: 79472797
- WorldCat: E39PBJxxdc9GdbWyrK6PRmTGpP